# Peipehsuchus
Peipehsuchus teleorhinus
Genre
Espèce
Peipehsuchus est un genre éteint de crocodyliformes thalattosuchiens de la famille des téléosauridés ayant vécu au Jurassique inférieur à moyen dans ce qui est aujourd'hui la Chine dans la province du Sichuan, ainsi que probablement au Kirghizistan.
Une seule espèce est rattachée au genre, Peipehsuchus teleorhinus, décrite par Yang Zhongjian en 1948.

## Découverte
L'holotype du genre, créé par Yang Zhongjian en 1948 et référencé IVPP RV 48001, n'est composé que de la partie antérieure du museau de l'animal,. Ses fossiles ont été découverts dans la formation géologique de Tzeliuching dans la province du Sichuan.
Un crâne complet attribué à Peipehsuchus sp. a été décrit en 1993 par Li Jinling. Il est référencé IVPP V 10098. Il a été découvert dans la formation géologique de Daxian également dans la province du Sichuan.
Des restes fragmentaires ont également été décrits dans le Callovien du Kirghizistan.

## Description
Le crâne de Peipehsuchus sp. mesure 63 centimètres de long avec une largeur maximale, à sa base, de 18,5 centimètres. Il possède un rostre très long et étroit avec son extrémité très élargie en forme de bulbe. Ses orbites sont de petite taille, avec, par contre, de grandes fenestrae supra-temporales rectangulaires.
Chaque prémaxillaire ne porte que trois dents, tandis que les maxillaires montrent 26 ou 27 dents. Les dents, mal conservées, sont assez rectilignes, de taille moyenne, à section arrondie; elles pointent verticalement vers le bas et vers l'extérieur de la mâchoire.